# 普照寺 (都江堰)
普照寺是位于中国四川省都江堰市大观镇青城山后山之中的一处汉传佛教寺庙。普照寺始建于元朝，后毁于明末战火，清朝乾隆、光绪年间开始重建，原名“蓥华庙”，清道光年间改为现名。大觀普照寺位於都江堰市大觀鎮保全村，坐西向東，占地面積約20萬平方米，始建於元，明代毀於火，清乾隆、光緒年間相繼重建。現存建築有藏經樓、川主樓、客房及廂房。建築面積1196平方米。普照寺為研究四川地區清代寺廟建築和佛教文化提供了寶貴的實物資料。1988年，被灌縣人民政府公佈為縣級文物保護單位。